# Mont Saccarel
Le mont Saccarel est une montagne de 2 200 m d'altitude située dans les Alpes ligures à la frontière entre la France et l'Italie.

## Géographie
La montagne est le point culminant de la région italienne de la Ligurie. Sur ses pentes nord-est se trouve la source du Tanaro. Le versant est de la montagne est en pente douce et herbeuse tandis que l'ouest est rocheux et très raide.

## Histoire
En 1901 a été construite, près du sommet de la montagne, une immense statue de bronze de Jésus-Christ.
Jusqu'à la Seconde Guerre mondiale, la montagne appartenait totalement à l'Italie mais à la suite du traité de Paris, signé en février 1947, elle est désormais partagée entre l'Italie et la France.

## Randonnée
La montagne est accessible par plusieurs sentiers de montagne et est atteinte par la Alta Via dei Monti Liguri (en), un sentier de 440 km de long entre Vintimille et Bolano.